# Grasmoor (Landkreis Osnabrück)
Das Grasmoor ist ein seit 2003 bestehendes Naturschutzgebiet in der niedersächsischen Gemeinde Bramsche im Landkreis Osnabrück.

## Allgemeines
Das Naturschutzgebiet mit dem Kennzeichen NSG WE 019 ist 33 Hektar groß. Der 22,5 Hektar große westliche Teil des Naturschutzgebietes bildet das gleichnamige FFH-Gebiet. Das Naturschutzgebiet ist vollständig vom Landschaftsschutzgebiet Wiehengebirge und Nördliches Osnabrücker Hügelland umgeben. Es steht seit dem 20. Dezember 2003 unter Naturschutz und ersetzt das Naturschutzgebiet Grasmoor (Heidetümpel) aus dem Jahr 1937. Zuständige untere Naturschutzbehörde ist der Landkreis Osnabrück.

## Beschreibung
Das Naturschutzgebiet Grasmoor liegt westlich des Bramscher Ortsteils Achmer am Fuße der Larberger Egge. Es stellt ein Mosaik aus Mooren, Anmooren und Stillgewässern mit Verlandungszonen unter Schutz, das sich in vernässten Dünentälern gebildet habt. Im Naturschutzgebiet sind Bruchwälder und Zwergstrauchheiden sowie Schwingrasen zu finden. Auf den umgebenden Dünenbereichen sollen sich Heideflächen, Sandmagerrasen und naturnaher Wald mit hohem Laubbaumanteil entwickeln.
Das Naturschutzgebiet grenzt überwiegend an Wirtschafts- und Waldwege. Im Norden, Osten und Süden schließen sich landwirtschaftliche Nutzflächen an das Naturschutzgebiet an. Im Westen wird das Naturschutzgebiet vom Nierenbruchgraben tangiert, der etwas später in den Bühner Bach mündet.